# Lucas Domínguez
Lucas Domínguez Irarrázabal (Pirque, Santiago, Chile, 27 de octubre de 1989) es un exfutbolista chileno que se inició como lateral izquierdo aunque ha alcanzado su mayor rendimiento reconvertido como stopper izquierdo y/o defensor central.

## Trayectoria

### Audax Italiano
Proviene de las divisiones inferiores de Audax Italiano donde llegó el año 2006. Tras dos años fue promovido al plantel profesional y debutó en un partido por la Copa Chile 2008-09 frente a Santiago Wanderers, en donde marcó un gol.
Tras 3 años de activa participación en el equipo y constantes llamados a la Selección Nacional de Marcelo Bielsa y Claudio Borghi (llegando a ser convocado a los partidos de clasificatorias frente a Bolivia y Venezuela en 2012), fue marginado y separado de Audax Italiano a mediados del 2012, por decisión de la dirigencia del club itálico. por negarse a aceptar una renovación de contrato por 5 años con el club.

### Colo-Colo
En 2013 y luego de una larga negociación, Colo-Colo se convertirá en su nuevo equipo, ya que fue pedido por el entrenador albo Omar Labruna, quien lo dirigió anteriormente en Audax Italiano. Su rendimiento en 2013 si bien no fue malo, se vio enredado en un equipo que nunca supo encontrar el camino terminando en su salida del cuadro albo.

### Everton
El 14 de enero de 2014 Lucas se va en condición de préstamo a Everton para el Campeonato de Clausura 2014 en busca de una regularidad que no pudo conseguir tras su entrevero con Audax Italiano y las pocas oportunidad en Colo-Colo.
En este equipo, jugó 14 partidos de titular (1260 minutos) y recibió 5 amarillas, logrando en la mayoría de los pleitos un buen cometido. Aun así no pudo evitar el descenso de la institución, pero pudo llamar la atención de clubes tanto como extranjeros como del medio local.

### Retiro
A principios de enero de 2020, Domínguez fichó por Club de Deportes La Serena, equipo que fue segundo en la tabla de la Primera B de Chile 2019, por lo tanto finalista de la Liguilla de Promoción ante Deportes Temuco. En aquel partido, jugado el 23 de enero en el Estadio Nacional, Domínguez fue titular los 90 minutos, sin embargo demostró carencias en su juego. La Serena y Temuco empataron los 90 a cero, llevando el partido a la tanda de penales, donde Domínguez fue el cuarto lanzador anotando su penal que a la postre fue  fundamental para la victoria serenense por 4-3, ascendiendo al equipo papayero a Primera División. Sin embargo, dos días después el jugador formado en Audax Italiano anunciaría su retiro en redes sociales.

## Selección nacional
Fue convocado por Ivo Basay, a la selección sub-20 y por Marcelo Bielsa, como sub-23 y sparring de la selección adulta. Además, Domínguez fue convocado por Bielsa a la selección absoluta de Chile, para el amistoso disputado el 22 de enero de 2011, ante su similar de los Estados Unidos.
Esporádicamente convocado a la selección adulta del medio local, Domínguez tuvo su debut en el combinado absoluto, en el partido amistoso frente a Ghana en Chester, Pensilvania, el 29 de febrero de 2012, al ingresar en el minuto 58 en reemplazo de José Rojas.

## Clubes
| Club                    | País   | Año       |
| ----------------------- | ------ | --------- |
| Audax Italiano          | Chile  | 2008-2012 |
| Colo-Colo               | Chile  | 2013      |
| Everton de Viña del Mar | Chile  | 2014      |
| S.D. Ponferradina       | España | 2014-2015 |
| Palestino               | Chile  | 2015-2016 |
| Unión Española          | Chile  | 2016-2017 |
| Pafos FC                | Chipre | 2017-2018 |
| Everton de Viña del Mar | Chile  | 2018-2019 |
| Rangers                 | Chile  | 2019      |
| Deportes La Serena      | Chile  | 2020      |